# Cha Dong-min
Cha Dong-Min (Seul, 24 de agosto de 1986) é um taekwondista sul-coreano, campeão olímpico.

## Carreira
Cha Dong-Min competiu nos Jogos Olímpicos de 2008, e 2012 na qual conquistou a medalha de ouro, em 2008.